# أمريكيون من أصول صينية
أمريكيون من جذور صينية (بالإنجليزية:Chinese Americans) ، (الصينية التقليدية: 華裔美國人) ، هم مجموعة من الأمريكيين ينحدرون من أصول صينية قدموا من الإمبراطورية الصينية الأخيرة ، حيث استقروا أولا في نيويورك وسان فرانسيسكو، يبلغ عدد سكانها نحو 3,794,673 نسمة، ويؤمنون بالديانات البروتستانتية والكاثوليكية والبوذية، وقليل منهم يؤمنون بالديانة الإسلامية.